# Aeon (empresa)
ÆON Co., Ltd. (イオン株式会社 Ion Kabushiki-gaisha?), comúnmente escrito AEON Co., Ltd., es una sociedad holding de varias subsidiarias que utilizan el nombre ÆON. Tiene su sede en Chiba, Japón.
El grupo opera tiendas AEON Retail (anteriormente conocidas como supermercados JUSCO) directamente en Japón. Mientras tanto, AEON CO. (M) BHD opera directamente todas las tiendas minoristas de AEON en Malasia.
Aeon es la segunda empresa minorista más grande de Japón. La red minorista del grupo consta de 129 filiales consolidadas y 26 empresas asociadas entre tiendas de conveniencia "Ministop", supermercados, centros comerciales y tiendas especializadas, incluida Talbots.

## Historia
El grupo fue fundado originalmente en 1758 por el fundador Okada Sozaemon (岡田惣左衛門?) . La empresa actual se fundó en septiembre de 1926. En 1970, tres empresas (Futagi, Okadaya y Shiro) crearon JUSCO Co., Ltd. Los empleados decidieron por votación que la empresa debería llamarse "Japan United Stores Company". El 21 de agosto de 2001, la empresa se convirtió en ÆON Co., Ltd. El 21 de agosto de 2008, se cambió la estructura de la empresa de modo que ÆON Co., Ltd. se convirtió en una sociedad holding, mientras que ÆON Retail Co., Ltd. adquirió ÆON Co., Ltd. operaciones minoristas.
El 1 de marzo de 2011, todas las tiendas JUSCO y SATY quedaron bajo el paraguas de AEON y sus nombres se cambiaron a Aeon, mientras que todas las tiendas y centros comerciales JUSCO en Malasia cambiaron su nombre a Æon en marzo de 2012. A pesar de esto, las tiendas JUSCO todavía funcionan en China y algunos otros países.
En noviembre de 2012, Aeon se hizo cargo de las actividades Carrefour Malasia por un valor de 250 millones de euros. Todos los hipermercados y supermercados Carrefour en Malasia cambiaron su nombre a "AEON Big". 